# Твердохлебов, Илья Иванович
Илья Иванович Твердохлебов (2 августа 1923, село Лозная, Воронежская губерния — 26 сентября 1943, Солонянский район, Днепропетровская область) — командир взвода 28-го гвардейского отдельного сапёрного батальона 25-й гвардейской стрелковой дивизии 6-й армии Юго-Западного фронта, гвардии младший лейтенант. Герой Советского Союза.

## Биография
Родился 2 августа 1923 года в селе Лозная (ныне Ровеньского района Белгородской области). Окончил 7 классов. Работал в колхозе. Жил в Архангельске.
В Красной Армии с 1942 года. Окончил Архангельское военно-инженерное училище. На фронте в Великую Отечественную войну с августа 1943 года.
22 сентября 1943 года 28-го гвардейский отдельный сапёрный батальон в составе 25-й гвардейской стрелковой дивизии 6-й армии Юго-Западного фронта вышел к Днепру. Взвод под командованием гвардии младшего лейтенанта Твердохлебова в ночь на 26 сентября 1943 года под артиллерийским и пулемётным огнём противника с группой сапёров в числе первых переправился через Днепр и обеспечил форсирование реки передовым отрядом в районе села Войсковое и захват им плацдарма на правом берегу реки. Противник, неся серьёзные потери, отступил, но успел заминировать подходы к господствующей высоте, с которой контролировал ход переправы и корректировал огонь артиллерийских и миномётных батарей. В ходе боя сапёры во главе с гвардии младшим лейтенантом Твердохлебовым проделали два прохода в минном поле противника. Он лично снял восемьдесят немецких противотанковых мин. Стремительной атакой передовой отряд овладел высотой. Сапёры трофейными минами заминировали подступы к нашим позициям на танкоопасном направлении. Когда противник предпринял контратаку, Твердохлебов сам и его подчинённые заняли огневые позиции и вместе со стрелковыми подразделениями отражали вражеские атаки. Гвардии младший лейтенант Твердохлебов погиб в этом бою.
Похоронен в селе Васильевка Синельниковского района.

## Награды
Указом Президиума Верховного Совета СССР от 19 марта 1944 года за мужество, отвагу и героизм гвардии младшему лейтенанту Твердохлебову Илье Ивановичу посмертно присвоено звание Героя Советского Союза.
Награждён орденами Ленина, Отечественной войны 1-й степени.

## Память
Приказом Министра обороны СССР гвардии младший лейтенант Твердохлебов навечно зачислен в списки воинской части. На здании школы № 23 в Архангельске установлена мемориальная доска.